# Зигнау (округ)
Зигнау (нем. Bezirk Signau) — округ в Швейцарии. Центр — населённый пункт Зигнау.
Существовал до 2009 года, входил в кантон Берн. С 1 января 2010 года коммуны округа Зигнау вошли в новый округ Эмменталь.

## Коммуны округа
| Герб        | Коммуна     | Население (2007) | Площадь км² | Официальный код |
| ----------- | ----------- | ---------------- | ----------- | --------------- |
| Эггивиль    | Эггивиль    | 2519             | 60,3        |                 |
| Лангнау     | Лангнау     | 8764             | 48,5        |                 |
| Лауперсвиль | Лауперсвиль | 2640             | 21,1        |                 |
| Рётенбах    | Рётенбах    | 1290             | 36,8        |                 |
| Рюдерсвиль  | Рюдерсвиль  | 2297             | 17,2        |                 |
| Шангнау     | Шангнау     | 937              | 36,5        |                 |
| Зигнау      | Зигнау      | 2737             | 22,1        |                 |
| Труб        | Труб        | 1492             | 62,0        |                 |
| Трубшахен   | Трубшахен   | 1516             | 15,6        |                 |
|             | Итого (9)   | 24 192           | 320,1       |                 |